# Jošinobu Mijake
Jošinobu Mijake (三宅 義信, * 24. listopadu 1939 Murata, okres Šibata, prefektura Mijagi) je bývalý japonský vzpěrač, dvojnásobný olympijský vítěz.
Vystudoval Univerzitu Hósei v Tokiu a byl důstojníkem japonské armády. Byl populární díky své výšce pouhých 154 cm a originálnímu vzpěračskému stylu zvanému „žabák“.
Na Letních olympijských hrách 1960 získal první olympijskou medaili pro japonské vzpírání, když skončil ve váze do 56 kg druhý za Američanem Charlesem Vincim. Na domácí olympiádě v Tokiu v roce 1964 vyhrál váhovou kategorii do 60 kg a prvenství obhájil také na OH 1968. Rozloučil se na olympiádě v roce 1972, kde obsadil čtvrté místo. Stal se také šestinásobným mistrem světa, vítězem Asijských her a ve své kariéře vytvořil 25 světových rekordů, jako první v historii překonal v pérové váze hranici 400 kg v olympijském trojboji. Po ukončení aktivní kariéry se stal trenérem japonské vzpěračské reprezentace.
Olympijským medailistou ve vzpírání byl také jeho mladší bratr Jošijuki Mijake.